# Yeğenli

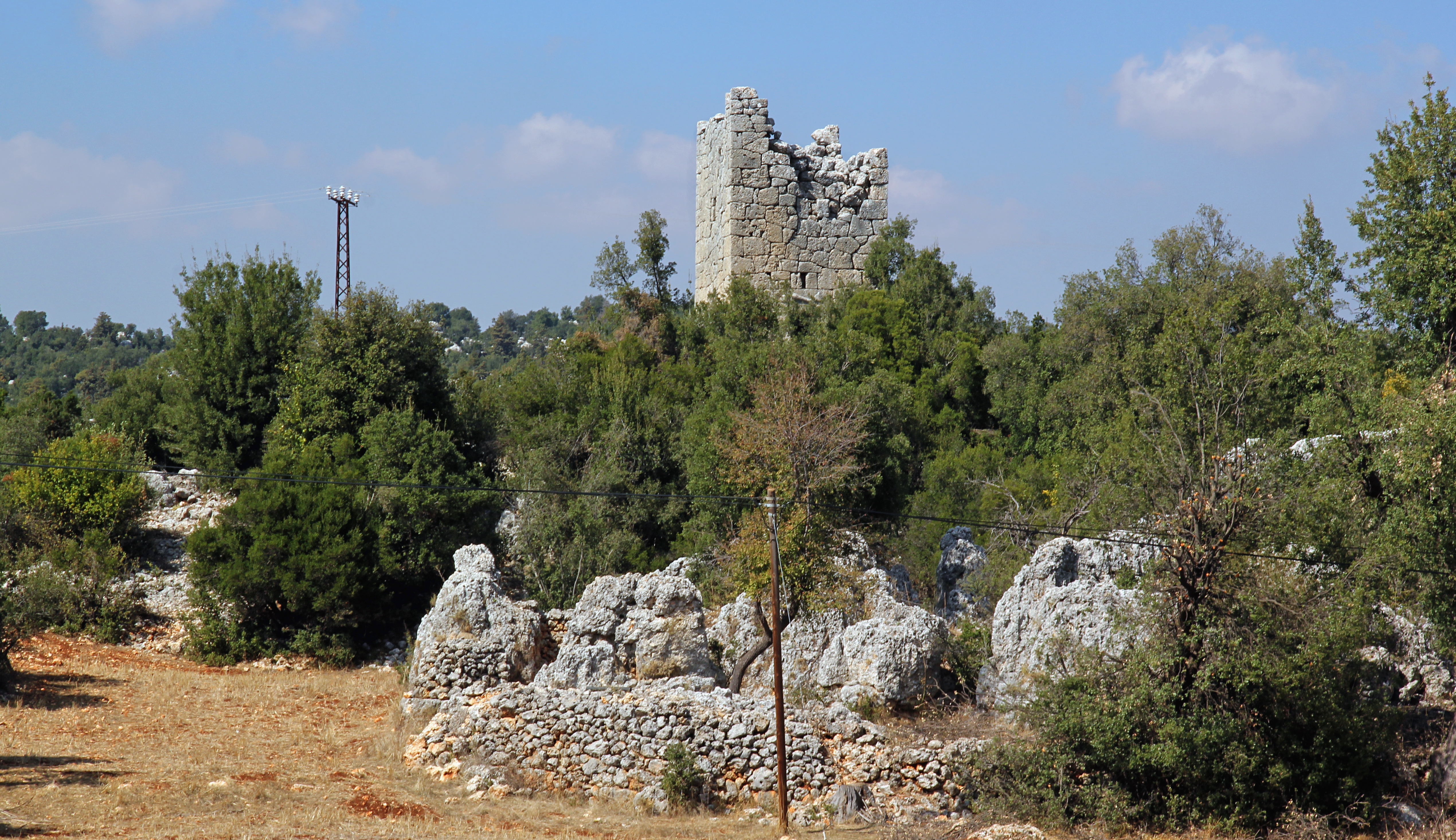
Turm von Yeğenli von Süden

Yeğenli ist ein Weiler im Bezirk Silifke der türkischen Provinz Mersin. Bis 2012 war Yeğenli ein Dorf mit zuletzt 696 Einwohnern und wurde dann nach einer Gebietsreform zum Ortsteil des Bezirkszentrums Silifke. Der Ort liegt etwa 20 Kilometer nördlich des Zentrums von Silifke und 60 Kilometer südwestlich der Provinzhauptstadt Mersin. Er ist über Landstraßen mit dem sieben Kilometer östlich liegenden Sömek und dem ebensoweit entfernten Uzuncaburç, dem antiken Olba, im Westen verbunden. In der Antike gehörte der Ort zum Rauen Kilikien.

## Turm von Yeğenli
Etwa zwei Kilometer südwestlich von Yeğenli steht 120 Meter nördlich der Straße nach Uzuncaburç die Ruine eines hellenistischen Turms. Der freistehende Turm ist in Polygonalmauerwerk errichtet, wobei hier im Verhältnis zu anderen Türmen der Region mehr einfache Quader und trapezoid geschnittene Steine vorkommen. Diese gemeinsame Nutzung von quader- und trapezförmigen Steinen lässt auf eine Datierung des Turms ins 4. bis 3. Jahrhundert v. Chr. schließen. Über dem Eingang im Südosten sind drei olbische Zeichen reliefiert, eine Keule und zwei Dioskurenkappen, die auf eine Zugehörigkeit des Turms zum hellenistischen Priesterstaat von Olba hinweisen. In der Umgebung des Turms sind Reste von Pressanlagen und Wirtschaftsgebäuden zu erkennen. Eine Siedlung ist nicht feststellbar.

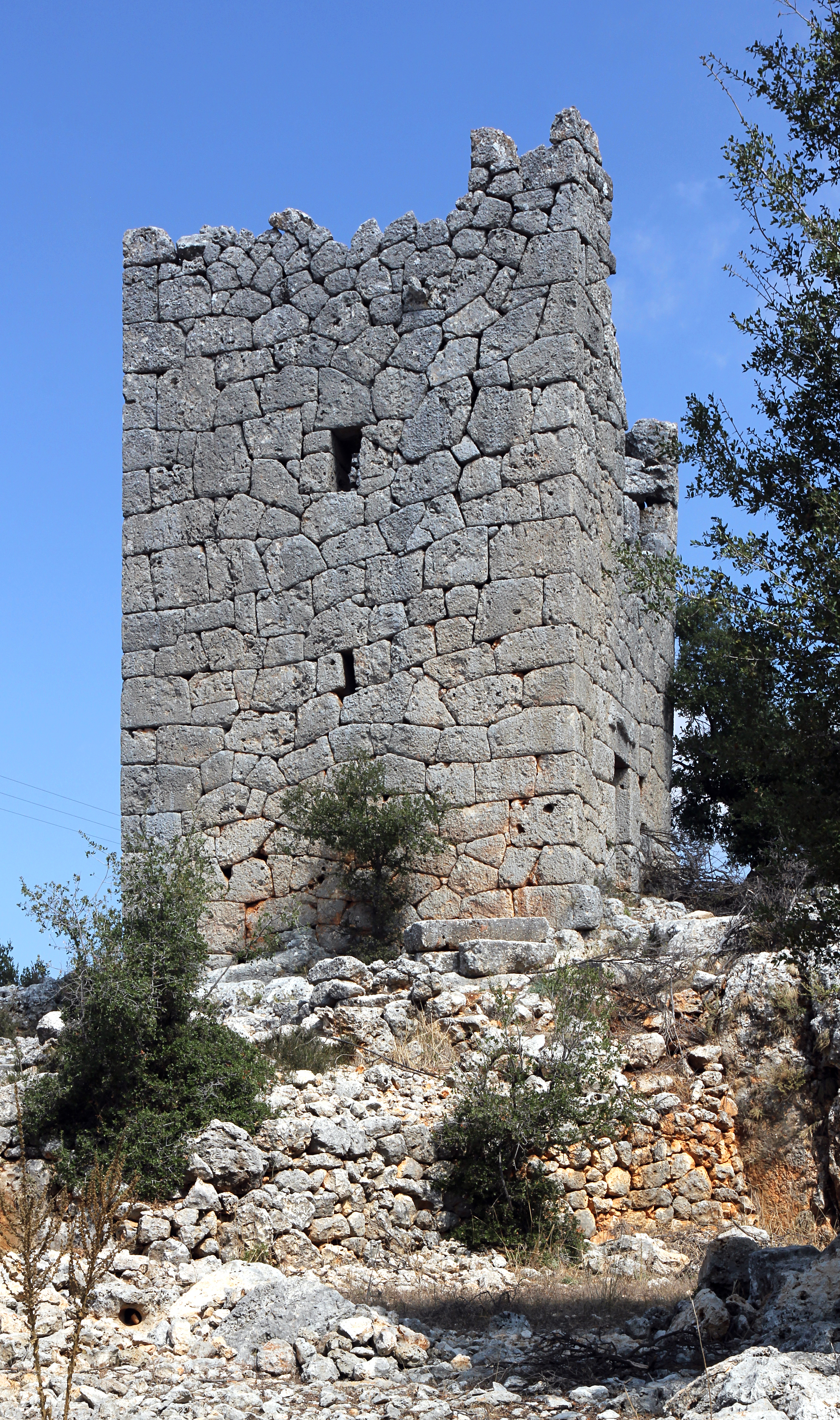
Turm von Südwesten
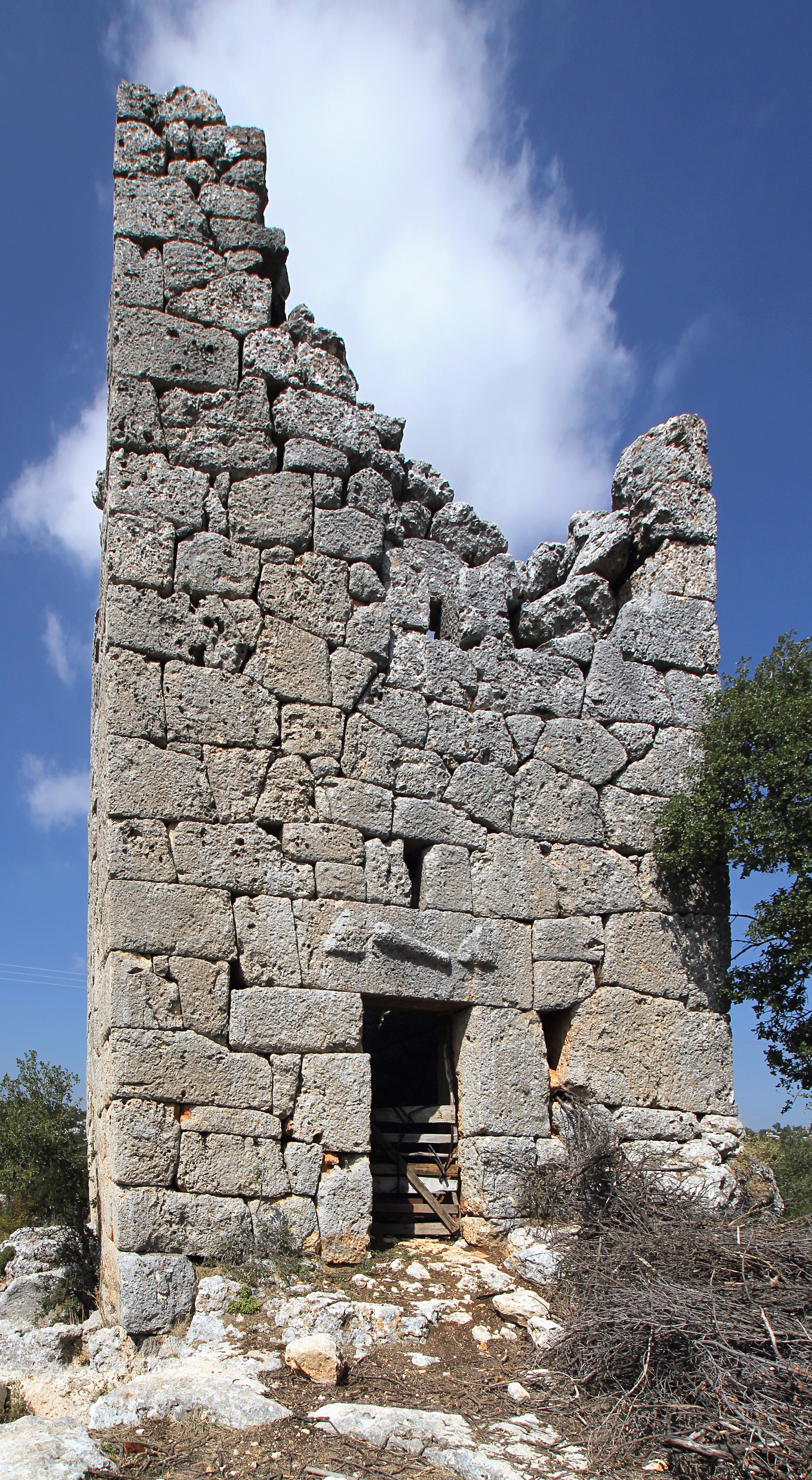
Eingang im Südosten
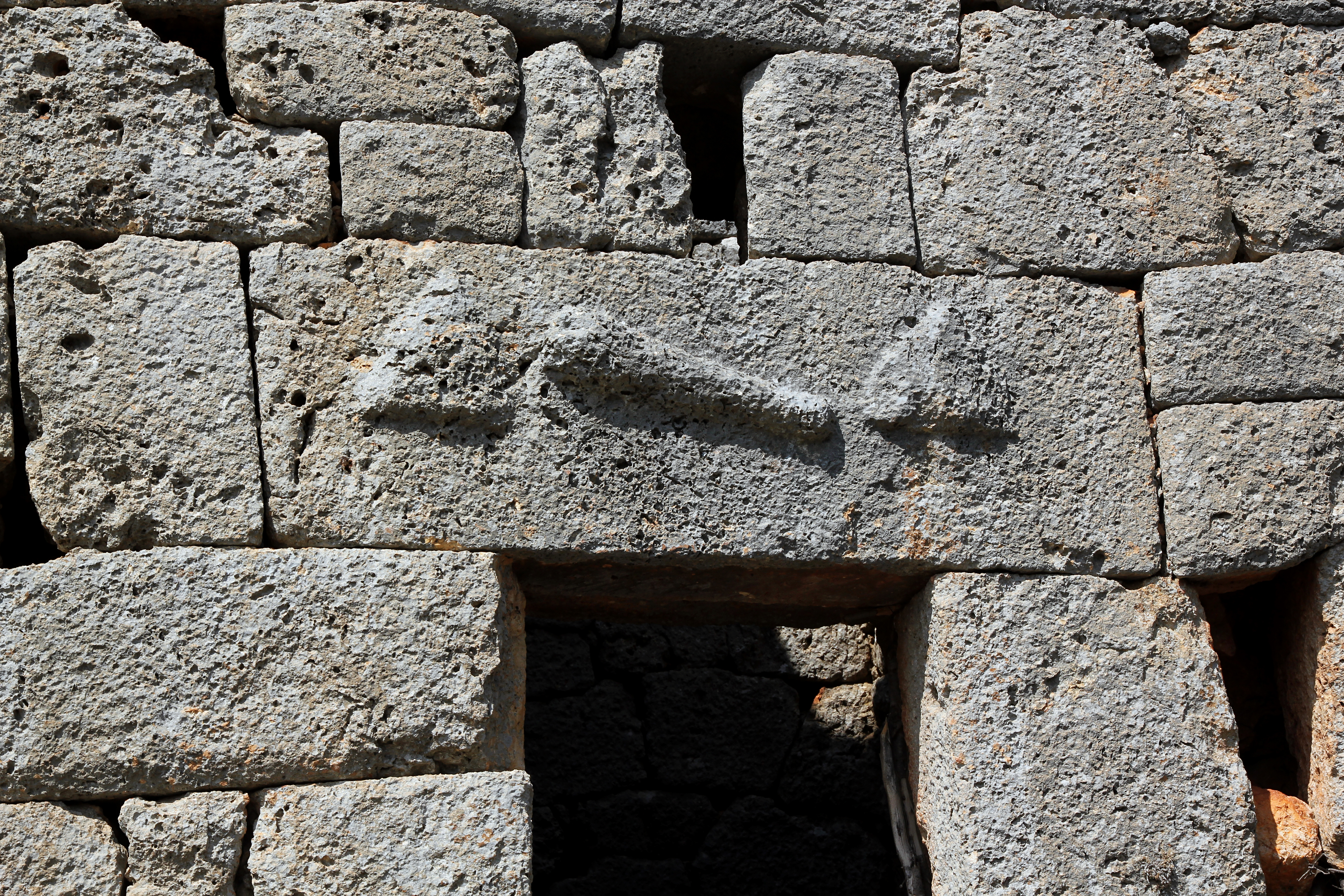
Olbische Zeichen
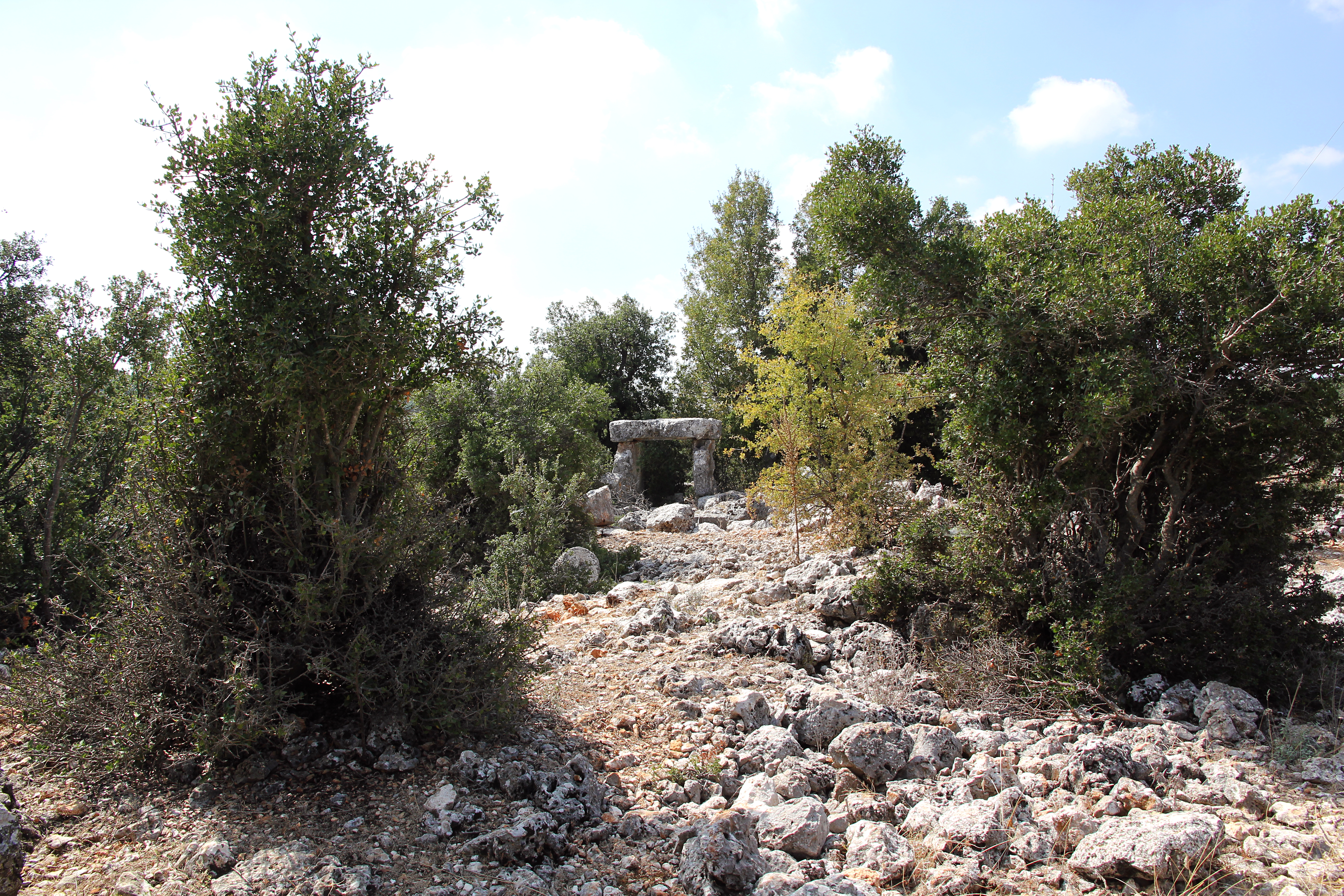
Gebäudereste

Im Ortsgebiet wurden 2007 die Reste der antiken, wahrscheinlich römischen Siedlung Kurşun Kalesi entdeckt. Sie liegt auf einem Hügel, misst etwa 200 × 300 Meter und besteht aus Wohnhäusern sowie am höchsten Punkt einer Stoa und einem Tempel.